# Canton de Chartres-Sud-Ouest
Le canton de Chartres-Sud-Ouest est une ancienne division administrative française située dans le département d'Eure-et-Loir et la région Centre-Val de Loire.

## Histoire
Le canton est créé en 1973, en même temps que les cantons de Chartres-Sud-Est, Chartres-Nord-Est et Chartres-Nord-Ouest.

## Représentation
| Période | Période | Identité          | Étiquette               | Qualité                                                                                               |
| ------- | ------- | ----------------- | ----------------------- | --- |
| 1973    | 1992    | Raymond Poirier   | DVD-UC                  | Commerçant Sénateur d'Eure-et-Loir (1980-1989) Maire de Luisant (1953-1995)                           |
| 1992    | 2004    | Gérard Cornu      | RPR puis UMP            | Opticien-Audioprothésiste Sénateur d'Eure-et-Loir (1998-2008) Maire de Fontenay-sur-Eure              |
| 2004    | 2011    | Brigitte Santerre | PS puis DVG (déc. 2006) | Conseillère municipale de Chartres (2005-2008)                                                        |
| 2011    | 2015    | Franck Masselus   | UMP                     | Expert-comptable Adjoint au maire de Chartres (2001-en cours Élu en 2015 dans le canton de Chartres-2 |

## Composition
| Communes                       | Population (2012) | Code postal | Code Insee |
| ------------------------------ | ----------------- | ----------- | ---------- |
| Barjouville                    | 1 639             | 28630       | 28024      |
| Chartres (fraction de commune) | 39 273            | 28000       | 28085      |
| Corancez                       | 396               | 28630       | 28107      |
| Dammarie                       | 1 551             | 28360       | 28122      |
| Fontenay-sur-Eure              | 839               | 28630       | 28158      |
| Fresnay-le-Comte               | 345               | 28360       | 28162      |
| Luisant                        | 6 795             | 28600       | 28220      |
| Mignières                      | 858               | 28630       | 28253      |
| Morancez                       | 1 635             | 28630       | 28269      |
| Thivars                        | 997               | 28630       | 28388      |
| Ver-lès-Chartres               | 808               | 28630       | 28403      |

## Démographie
| 1975 | 1982 | 1990   | 1999   | 2006   | 2011   | 2012   |
| ---- | ---- | ------ | ------ | ------ | ------ | ------ |
| -    | -    | 26 565 | 28 746 | 30 245 | 31 666 | 31 560 |